# Brasserie Devaux
Brasserie Devaux is een voormalige brouwerij gelegen in de rue de l'eglise 1 te Philippeville. Deze was werkzaam tot in de jaren '00.

## Bieren
- Belge
- Blonde Devaux
- Brune Devaux
- Export Spitz
- Février Blonde
- Février Brune
- Schwendi (6 - 6.5%)
- Spitz